# Fabiano Contarato
Fabiano Contarato (sinh ngày 20 tháng 6 năm 1966) là giáo sư luật người Brasil, cảnh sát trưởng, và chính khách trực thuộc Sustainability Network (REDE). Ông là ứng cử viên Thượng viện được bầu chọn nhiều nhất tại bang Espírito Santo trong tổng tuyển cử Brasil 2018, với hơn một triệu phiếu bầu; đó là lần đầu tiên ông chạy đua vào chức vụ bầu cử. Contarato là người LGBT công khai đầu tiên được bầu vào Thượng viện Brasil. Chiến thắng của ông không bị đánh bại Magno Malta, một mục sư truyền giáo bảo thủ và là đồng minh của Tổng thống Brazil cực hữu Jair Bolsonaro.